# Congrès irlandais des syndicats
L'Irish Congress of Trade Unions (ICTU - Congrès irlandais des syndicats) est une organisation syndicale d'irlandaise formée en 1959. Il couvre aussi bien la république d'Irlande que l'Irlande du Nord. Il est affilié à la Confédération européenne des syndicats.